# Auf eine Christblume

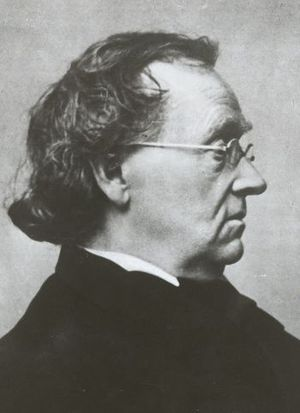
Eduard Mörike

Auf eine Christblume ist der Titel eines zweiteiligen Gedichts von Eduard Mörike, das am 26. Januar 1842 im Morgenblatt für gebildete Leser veröffentlicht wurde.
Angeregt von einer Christrose, die er auf einem Grabe gefunden hatte, schrieb Mörike ein Werk, das mit seinen symbolischen und religiösen Bezügen als Verherrlichung einer geheimnisvollen Naturerscheinung verstanden werden kann.
Wie das frühere Gedicht Um Mitternacht wurden die Verse von Hugo Wolf vertont.

## Inhalt und Form
Die erste Strophe des ersten Teils lautet:
Tochter des Walds, du Lilienverwandte,

So lang von mir gesuchte, unbekannte,

Im fremden Kirchhof, öd und winterlich,

Zum erstenmal, o schöne, find ich dich!
Die erste Strophe der Fortsetzung hat den Wortlaut:
Im Winterboden schläft, ein Blumenkeim,

Der Schmetterling, der einst um Busch und Hügel

In Frühlingsnächten wiegt den samtnen Flügel;

Nie soll er kosten deinen Honigseim.
Für beide Teile des Doppelgedichts griff Mörike auf barocke Kirchenliedstrophen zurück und verwendete Vierzeiler mit fünffüßigen Jamben.
Während die Strophen im ersten Teil paarweise gereimt sind und je ein männliches auf ein weibliches Versende folgt, wählte er im zweiten Teil umarmende Reime mit weiblichen Endungen in den Binnen- und männlichen in den Außenversen. Mörike lockerte die metrische Struktur durch Trochäen und Daktylen auf oder überspielte die Jamben im antikisierenden Eingangsvers choriambisch.

## Entstehung und Hintergrund

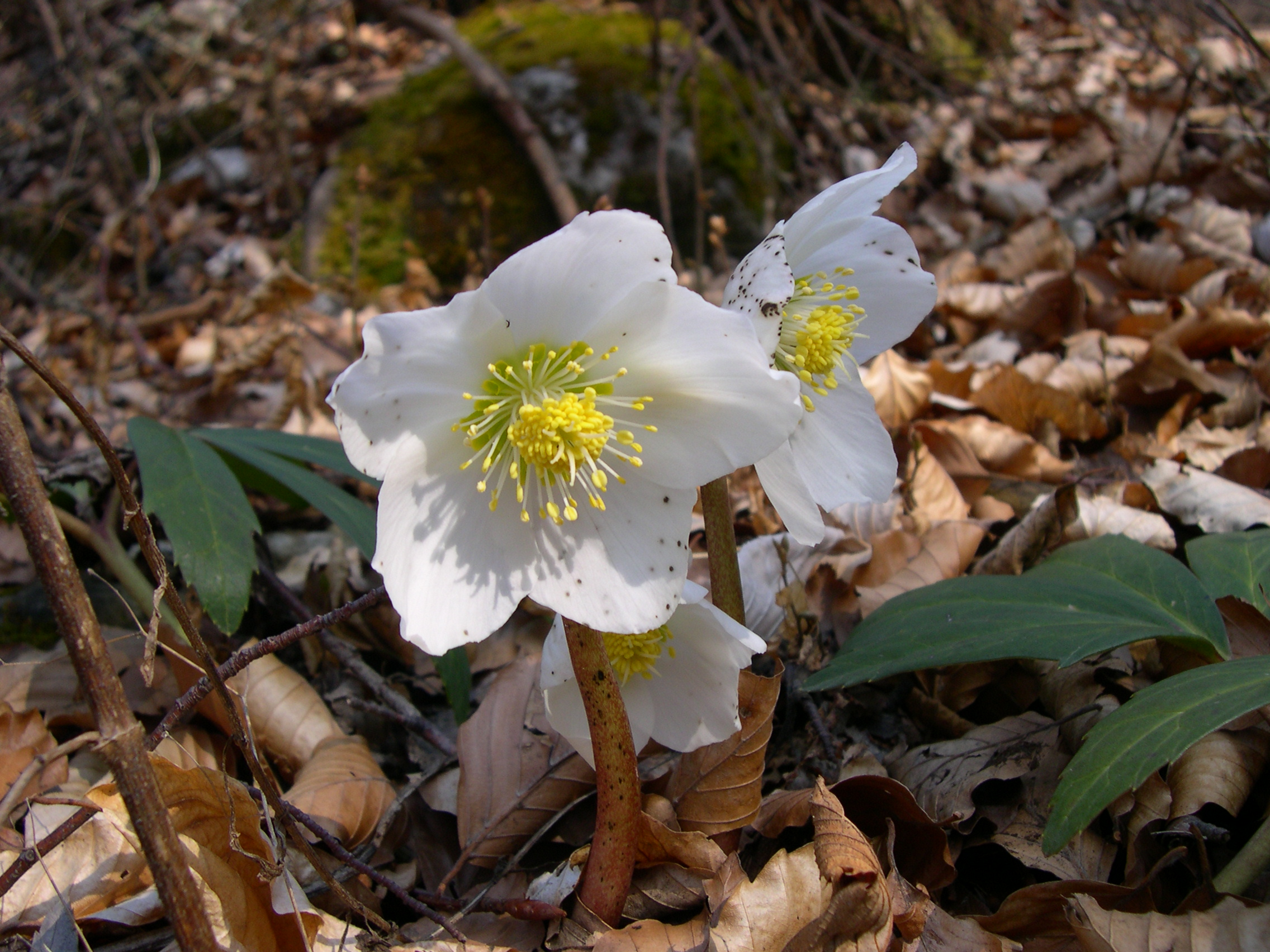
Christrosen am natürlichen Standort

Am 29. Oktober 1841 schrieb Mörike seinem Freund Johann Wilhelm Hartlaub, dass er vor einiger Zeit auf einem Grab „etwas Lebendiges, Frisch-blühendes“ gefunden habe. Nach vielen Jahren vergeblicher Suche sei ihm eine „völlig neue Blume“ aufgefallen „mit fünf ganz aufgeschlagenen ziemlich breiten Blättern, an Weiße und Derbheit wie die der Lilie, von den Enden herein lichtgrün angehaucht…“
Sie erinnerte Mörike an eine Wasserrose, verströmte einen feinen Duft und sah ihn fremdartig und „sehnsucht-erregend“ an.
Kurze Zeit später fand er heraus, dass es sich um eine zur Familie der Hahnenfußgewächse gehörende Christrose handelte und las in einem Gartenbuch über die „mystische Blume“, welche „die größte Kälte erdulden“ und im Mondschein gedeihen würde, während sie warme und sonnige Orte meide.
Am 26. November 1841 sandte er Hartlaub den ersten Teil des Gedichts und schrieb, er könne es vielleicht noch um eine Strophe ergänzen. Aus dieser Überlegung ging vermutlich der zweite Teil hervor, den er ihm Anfang Dezember zukommen ließ.
War das Stück I im Erstdruck noch mit Die Christblume überschrieben, trug das zweite bereits den späteren Titel Auf eine Christblume.
Epigraphische Titel (Auf eine Rose oder Auf ein Gemälde der Europa) lassen sich auch unter den Anakreontischen Liedern finden, die Mörike später aus dem Griechischen übertrug und die in der Tradition stehen, bestimmte Dinge lyrisch zu verewigen. Diesen Brauch aufgreifend und mit neuen Mitteln weiterführend, schrieb er eigene Werke wie An eine Lieblingsbuche meines Gartens sowie die Dinggedichte An eine Äolsharfe oder Auf eine Lampe. Fühlte er sich in einigen Werken der prägnanten Kürze antiker Vorbilder verpflichtet, ging er in anderen über die Vorbilder hinaus und bereicherte sie mit eigenen Erfahrungen und Deutungen.
In seinem Christblumengedicht übernahm er die botanischen Details, die mit seinen poetischen Vorstellungen übereinstimmten und in einen spezifischen Bedeutungsraum übertragen werden konnten, blendete hingegen Merkmale aus, die sich der intendierten Symbolik nicht fügen wollten.
Wie Mörike die weltabgewandte Schönheit der Christblume und ihre Neigung zum reinen, „jungfräulichen“ Mond zelebriert, lässt an Stéphane Mallarmé und andere Lyriker des Symbolismus denken, an eine absolute Kunstsphäre, die sich vom Leben entfernt und in Ansätzen bereits bei Conrad Ferdinand Meyer zu finden ist. Was sich dort ästhetisch verselbständigt und Kunst für die Kunst wird, ordnet Mörike hingegen noch in einen traditionell-religiösen Rahmen ein.

## Symbolik und Interpretation

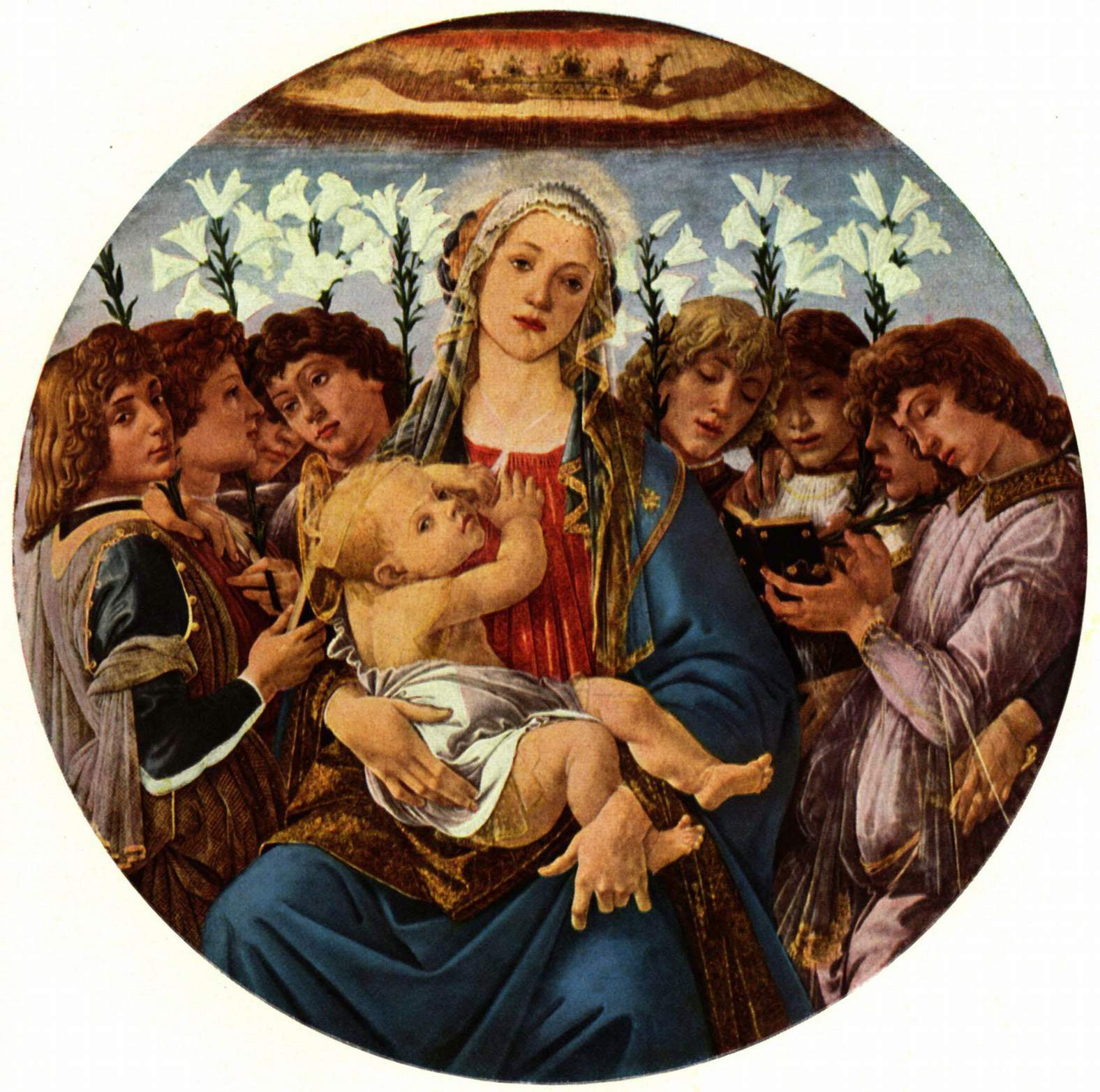
Sandro Botticelli, Maria mit dem Kind und singenden Engeln

Entgegen dem Wortlaut des ersten Verses ist die Schneerose in botanischer Hinsicht keine „Lilienverwandte“. Die Verwandtschaft ist anderer Natur, indem die Lilie, neben Mond und Schnee, ein Symbol im Umfeld der Marienverehrung ist und zu den Motiven zählt, die auch in Bildender Kunst und Malerei verwendet wurden und auf die Reinheit Mariens sowie die unbefleckte Empfängnis deuten.
So transzendiert das Werk für Hanspeter Brode den biographischen Anlass und verbindet die weihnachtliche Besinnung mit einer Melancholie, die weit in die Zeit zurückreicht. In der dezent umschriebenen Begegnung von Mann und Frau trifft das lyrische Ich auf die „Tochter des Walds“; sein Ausruf, sie nach langer Suche endlich zu finden, zeugt von Entbehrung. Anstatt die heiklen Details weiter auszumalen, mildert Mörike den Tonfall, sublimiert die von jugendlicher Schönheit ausgehende erotische Faszination durch einen Reigen christlicher Bilder, so dass der „keusche Leib“ und „des Busens goldne(r) Fülle“ nur unter „der benedeiten Mutter Braugewand“ wahrgenommen werden und geht so weit, die vollendete Jugend mit Todesmetaphern wie „Kirchhof“ und „Grab“ zu verknüpfen.
Mit Bildern aus der Sphäre des Märchens wie dem „kristallnen Teich“ oder dem hierauf sich reimenden „Zauberreich“ öffnet die dritte Strophe die Tür zu einer neuen Region und entzieht sich der Welt katholischer Frömmigkeit. Aus einem anderen Bereich kommt auch der zur Mitternacht tanzende Elf, der den ersten Teil des Gedichts spukhaft und dionysisch-heidnisch ausklingen lässt.
Im zweiten Teil des Gedichts greift Mörike mit dem Schmetterling ein Symbol auf, das bis in die Antike zurückreicht und spielt auf Amor an, den Begleiter der Psyche. Dass der Schmetterling „den Honigseim“ „nie kosten soll“, deutet für Brode auf den Abgrund zwischen antiker Vitalität und christlicher Geistigkeit. Das Gedicht sei eine feinsinnige Klage über den Verlust der Sinnlichkeit in der bürgerlichen Gesellschaft.
Dass der mit griechischer und römischer Poesie vertraute Mörike die Trennung überwinden und antiken Sensualismus mit christlichem Spiritualismus verbinden wollte, kann aus seinem drei Jahre zuvor entstandenen Hexameter-Gedicht Im Weinberg herausgelesen werden, in dem der Schmetterling ebenfalls zum Reich der Elementarwesen gehört.
Was in dem späteren Gedicht als Hoffnung ins Hypothetische verschoben wird, hat sich nun bereits im Diesseits erfüllt: Der Schmetterling vereinigt sich mit der Blume, die hier tatsächlich eine Lilie ist, und ist „auf alle Tage gesegnet“, während sie „Geist und himmlisches Leben“ atmet.

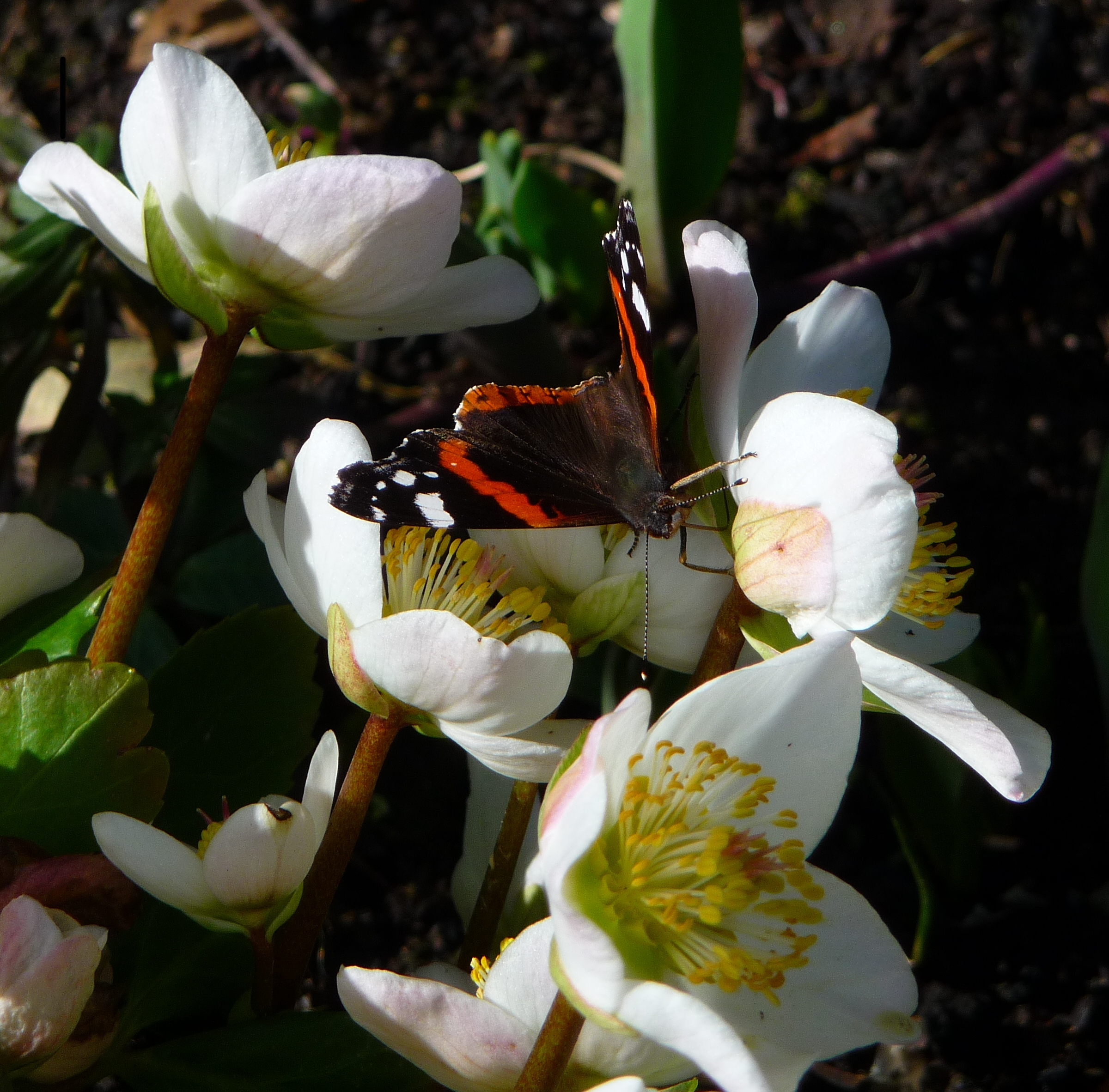
Schmetterling auf Christrose

Auch Dieter Borchmeyer beleuchtet den christlichen Hintergrund und unterstreicht die ikonographische Tradition bei Darstellungen der Verkündigung des Herrn durch den Engel, in denen die Lilie ein Zeichen der Reinheit ist.
Wie Gott an einem dunklen, abgeschiedenen Ort erscheint und Weihnachten in die dunkle Jahreszeit fällt, blüht die Blume in der Dunkelheit des Winters. Ihre bleiche Farbe, ihre nächtliche Schönheit als „Kind des Mondes“ deuten auf eine Entrückung von der pflanzlichen Erdverbundenheit in jenseitige Sphären. Für Borchmeyer kann die Blume mit ihrem Bezug auf die unbefleckte Empfängnis und Mariä Verkündigung auch als Symbol der Passion Christi gedeutet werden, was in der sechsten Strophe deutlich werde: „Dich würden, mahnend an das heilge Leiden, / Fünf Purpurtropfen schön und einzig kleiden … “
Mit Brode vergleichbar verweist Borchmeyer auf den resignativen Charakter des Werks. Wenn der als „Blumenkeim“ im Kokon schlafende Schmetterling, Inbild der Metamorphose, später erwacht und nektarsuchend um die Blumen flattert, wird die Christrose längst verwelkt sein, dem unerbittlichen Rhythmus der Jahreszeiten unterworfen.
In der letzten Strophe deutet Mörike in dieser Lesart die Hoffnung an, dass der „zarte Geist“ des Schmetterlings dereinst den Körper verlässt, wie er die Puppe einst verlassen hat, um, vom „Dufte trunken“, die Blume in gleichsam vergeistigter Metamorphose zu umkreisen. Vor diesem Hintergrund lasse sich eine Synthese zwischen der Keuschheit und geistigen Kälte des Christentums und dem rauschhaften Zustand der (noch unerlösten) Natur antiker Vorstellungen denken, eine Versöhnung der apollinischen und dionysischen Welt.